# Nazwy patronimiczne
Nazwy patronimiczne (od gr. pater „ojciec”) – nazwy własne miejscowości wyodrębniane w ramach nazw geograficznych (toponimii) w ramach tzw. klasyfikacji semantycznej. Nazwy tzw. odojcowskie to grupa nazw miejscowych, które pierwotnie były nazwami mieszkańców/mieszkanek i informowały, czyimi oni/one są potomkami/potomkiniami, bądź też mówiły o współczesnej zależności od osoby noszącej imię, będące podstawą nazwy. 
Nazwy te najczęściej pochodzą od nazwiska lub imienia wczesnofeudalnego założyciela lub właściciela danej osady lub miejscowości (np. Janowice, pierwotnie Janowicy – potomkowie lub poddani Jana; Biskupice, pierwotnie Biskupcy – poddani biskupa itd.). Należy mieć na uwadze, że tylko część nazw jest naprawdę patronimiczna, np. nazwa Księginice może być matronimiczna (odmacierzyńska, z gr. meter „matka”), ponieważ informuje o przynależności do kobiety księgini, czyli księżnej lub ksieni (opatki).
Nazwy patronimiczne są w swoim zasadniczym zrębie dość stare, niektóre powstały jeszcze przed przyjęciem chrześcijaństwa. Osady te powstały na ogół na ziemiach lepszych, urodzajniejszych, niewymagających karczowania lasów, z kolei w górach pojawiają się zwykle w dolinach rzek, wzdłuż których prowadziły drogi.

## Historia
Miejscowości z patronimicznymi nazwami powstawały wraz z rozwojem wczesnego feudalizmu w wyniku nadań majątków ziemskich dla rycerstwa oraz szlachty jakich dokonywał król albo książę. Rycerz otrzymywał we władanie pewien teren wraz z funkcjonującymi na nim osadami i wybierał wśród nich swoją siedzibę lub budował całkiem nową. Najczęściej był to zamek lub rycerska wieża obronna, przy której rozwijała się także osada służebna pełniąca posługi dla właściciela. Patronimiczna nazwa takiej osady pochodziła bezpośrednio od imienia swojego patrona lub zasadźcy.

## Budowa nazwy patronimicznej
Polskie nazwy patronimiczne składają się z dwóch członów, którymi są imię, nazwisko lub funkcja patrona, dostojnika oraz z przyrostka:
- -wice, -wiec oraz starsza staropolska -wicze:

- jeżeli założycielem był Marcin wtedy nazwa przybierała formę Marcinowice i oznaczała należącą do Marcina", a jeżeli Bolesław to Bolesławiec.
- jeżeli patronem był biskup to nazwa przybierała formę Biskupice, a jeżeli opat to Opatowice. Rodową siedzibę "...Dalecha wieś jego synów nazwano Dalechowice" natomiast sąsiednią, w której siedzieli jego chłopi, nazwano Dalechowy, czyli ludzie podlegli Dalechowi. W ten sam sposób powstały obok Wojcieszyc — Wojciechowy, obok Sędowic — Sędowy. Gdzie mieszkali ludzie Łukasza czyli Łuki, nazywano tę wieś Łukowy.

- -ęta (np. Piotrowięta, Janowięta, Boleścięta),
- -ce, -owce, -ińce (np.Dobiesławce, Iwanowce, Mikulińce, Czaplińce).

Nazwy patronimiczne na -ice były pierwotnie zakończone w mianowniku na -icy. Zmiana nastąpiła w ciągu XV wieku, kiedy to rzeczowniki męskie podzielono na żywotne i nieżywotne. Nastąpiła wówczas zmiana formalna: funkcję mianownika przejął biernik z zakończeniem -ice, i analogicznie dla liczby mnogiej z -owcy na -owce.
Niektóre z nazw utworzonych z zakończeniem -ice należą do nazw topograficznych, ponieważ określały mieszkańców według charakteru zamieszkanego miejsca, np. Poddębice - ludzie mieszkający „pod dębem”, Nagnojewice - „na gnoju”.